# Amstrup Station
Amstrup Station er en dansk jernbanestation i Amstrup.